# El Asnam
El Asnam o El Esnam (in arabo لأصنام‎?, Li'Asnam) è un comune dell'Algeria, situato nella provincia di Bouira.